# È tornato carnevale
È tornato carnevale è un film del 1937 diretto da Raffaello Matarazzo, che, come per diverse altre pellicole dirette dal regista romano negli anni trenta, è oggi considerato perduto.

## Trama
Una vecchia fiamma del duca di Fogliaverde, soprannominato “Carnevale” per i suoi modi allegri, gli affida in punto di morte la figlia Kay, ritenendo che egli sia ancora benestante. Nella realtà invece il duca, brillante quanto imprevidente membro dell'aristocrazia napoletana, è ormai in miseria a causa di una vita dedita ai piaceri ed alle avventure galanti ed il nuovo arrivo lo mette in difficoltà.

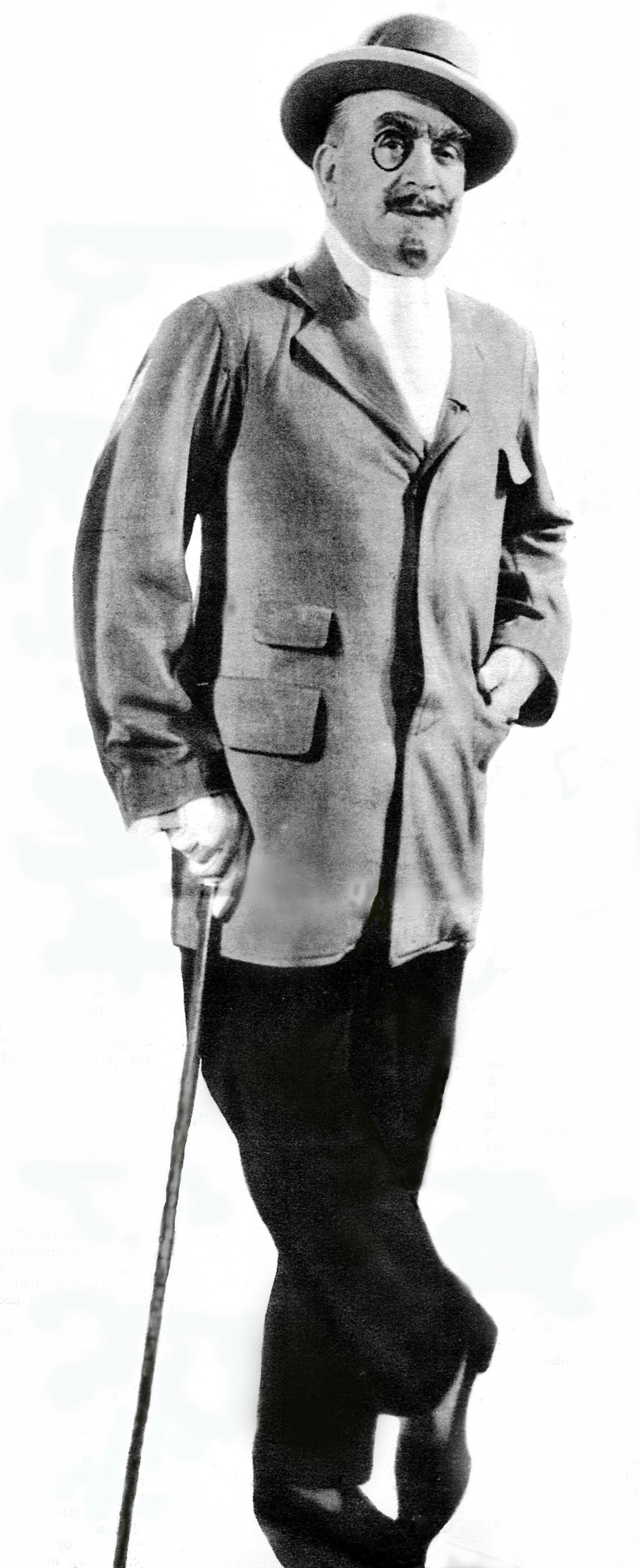
Armando Falconi come apparve nel film nei panni dell'eccentrico duca di Fogliaverde

La ragazza, resasi conto della situazione non si perde però d'animo e, con fare sicuro ed energico, induce il duca a lavorare come rappresentante di una marca di automobili. Questa nuova attività permette al nobile di riavere delle sostanze che, però, torna nuovamente a dissipare in feste e corteggiamenti.
Ma ancora una volta la giovane lo salva, inducendolo con un abile stratagemma a lavorare con profitto. Nel frattempo anche lei riesce a coronare i suoi progetti sposando Fausto, un giovane ed affermato pittore che il duca, con la consueta generosità, aveva aiutato prima di cadere in povertà.

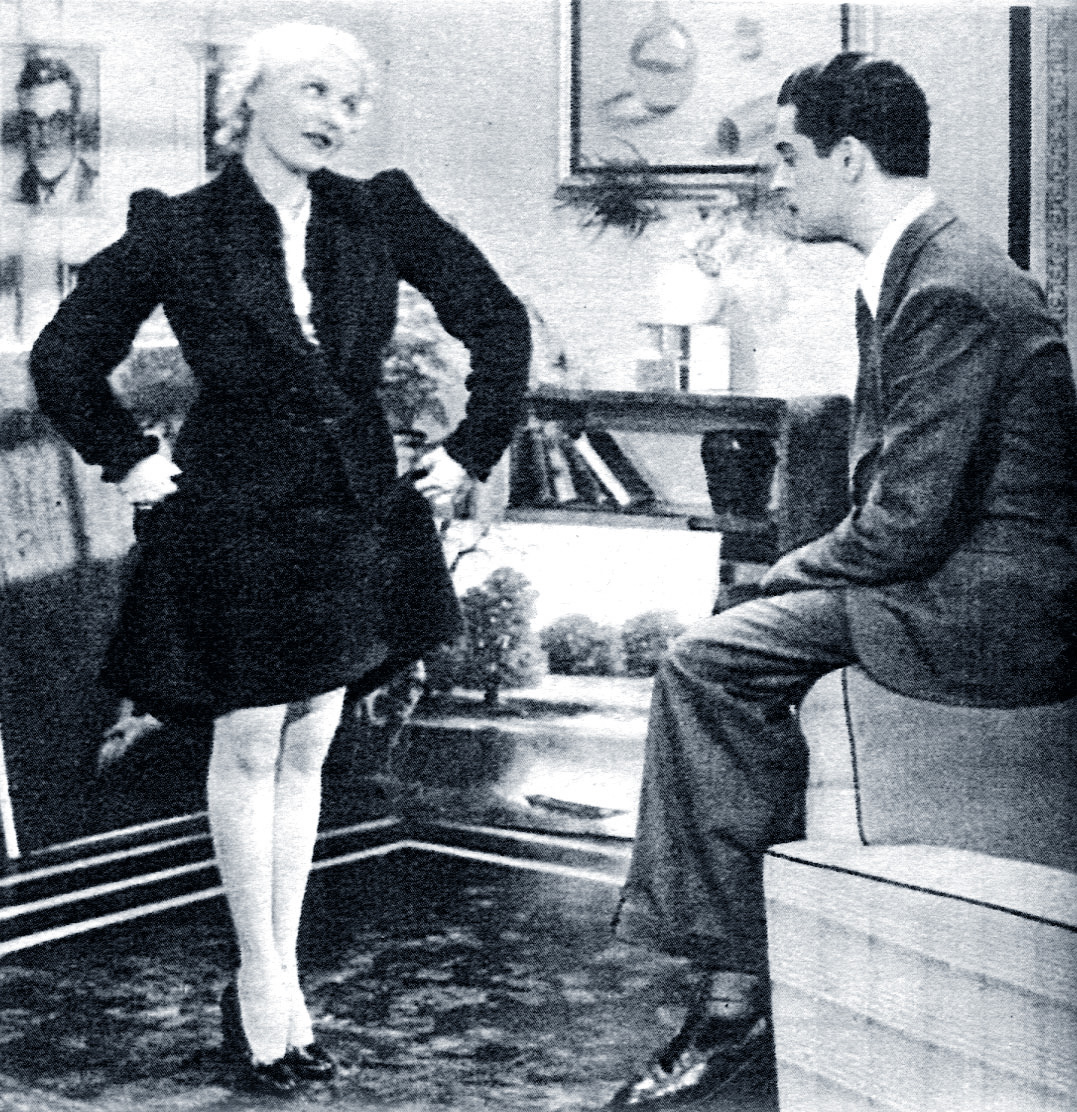
Una scena di È tornato Carnevale in cui recitano la soubrette austriaca Clara Tabody ed un giovane Mario Pisu, qui in uno dei suoi primi film

## Produzione
Il film era la trasposizione cinematografica di una commedia scritta da Guido Cantini che, in occasione dell'uscita del film illustrò la genesi del suo testo teatrale, scritto nel 1930 appositamente per le doti teatrali di Falconi, dopo che vi era stato sollecitato dello stesso attore durante un loro incontro a Viareggio..
Il successo ottenuto in teatro indusse a trasferire l'opera sullo schermo ed in tale occasione si riformò quella stessa coppia che, quattro anni prima aveva dato inizio alla carriera registica di Matarazzo: al suo fianco ritornò infatti, con incarichi di produzione, quel Gastone Bosio, già suo collega dapprima nella redazione del quotidiano Il Tevere, e poi quale produttore del primo lungometraggio del regista romano, Treno popolare, lodato dalla critica, ma fischiato dal pubblico.
È tornato Carnevale riportò Matarazzo al genere commedia, dopo tre film consecutivi di genere giallo con fantasiose ambientazioni "esotiche". Protagonista centrale della pellicola - come già a teatro - fu Armando Falconi che aveva appena finito di interpretare con Matarazzo il bonario gangster di Joe il rosso. Accanto a lui lavorarono due attrici straniere di cui si sa poco: la soubrette Clara Tabody , di origine austro ungherese, sino ad allora attiva nella rivista e qui al suo primo film, e la tedesca Hilda Springher, che era già apparsa saltuariamente in alcune pellicole a doppia versione italiana e tedesca, come La provincialina di Ferruccio Biancini e Carl Boese del 1934. Al loro fianco un giovane (26 anni) Mario Pisu in uno dei suoi primi ruoli da protagonista.
Il film fu prodotto negli ultimi mesi del 1936 con esterni girati in Roma e nel Golfo di Napoli mentre gli interni furono realizzati negli stabilimenti romani della Cines. Iniziò poi a circolare nelle sale cinematografiche a partire dal gennaio 1937.

## Accoglienza
Le critiche furono a suo tempo moderatamente positive, pur mettendo in risalto l'eccessiva dipendenza della pellicola dal testo teatrale. «Il film è grazioso - scrisse il Corriere della Sera- e Matarazzo lo ha diretto benissimo [ma) con una sceneggiatura assolutamente teatrale, priva della elasticità e dell'inventiva che il cinematografo consente, anzi esige».
La Rivista del Cinematografo, che aveva pesantemente criticato i precedenti lavori gialli del regista romano, apprezzò invece questo per la «sottile vena umana, piena di dolcezza bonaria, che pervade il film in più di un punto. Matarazzo, che delinea così bene i caratteri attraverso l'impeccabile recitazione, ha vivificato la bella commedia con episodi gustosissimi».
Successivamente, anche tra quanti presero in esame, in vario modo, la filmografia di Matarazzo, È tornato Carnevale non ricevette, sia per la natura dell'opera che per la sua irreperibilità, particolare attenzione. La stessa Prudenzi, nell'ampia monografia dedicata al regista, limita a poche righe il commento a questo film.